# John Pople

Sir John Anthony Pople, KBE FRS (født 31. oktober 1925, død 15. marts 2004) var en britisk teoretisk kemiker, der modtog nobelprisen i kemi sammen med Walter Kohn i 1998 for sin udvikling af beregningsmetoder inden for kvantekemi.